# Kacsuk Péter
Kacsuk Péter (1953 –) informatikus, a Számítástechnikai és Automatizálási Kutatóintézet (SZTAKI) tudományos tanácsadója, valamint a SZTAKI Párhuzamos és Elosztott Rendszerek Archiválva 2010. február 15-i dátummal a Wayback Machine-ben Kutatólaboratórium vezetője.

## Életpályája
MSc fokozatú villamosmérnöki diplomáját 1976-ban kitüntetéssel, egyetemi doktori címét pedig 1984-ben vette át a Budapesti Műszaki és Gazdaságtudományi Egyetemen. A Magyar Tudományos Akadémiától 1989-ben kapta meg a műszaki tudományok kandidátusa címet, majd a Bécsi Egyetemen habilitált 1997-ben. Professzori titulusát két évre rá, 1999-ben kapta meg, 2001-ben pedig már a Magyar Tudományos Akadémia doktoraként folytatta kutatásait.
1998-tól a Számítástechnikai és Automatizálási Kutatóintézet (SZTAKI) Párhuzamos és Elosztott Rendszerek tudományos laboratóriumának vezetője. Professzorként dolgozott a Miskolci Egyetemen 1999 és 2006 között, az ELTE-n 2001 és 2011 között, illetve a londoni Westminster Egyetemen 2001 és 2017 között. Vendégprofesszorként tanított a Bécsi Egyetemen, a Bécsi Műszaki Egyetemen, a linzi Johannes Kepler Egyetemen és a Klagenfurti Egyetemen. A fentiek mellett vendégkutatóként hosszabb időt töltött a londoni Queen Mary College-ban, a Southamptoni Egyetemen, a müncheni ECRC kutatóközpontban és a japán Kyushu Egyetemen.
Alapító tagja és elnöke volt a Magyar Transputer User Groupnak, a Magyar Grid Kompetencia Központnak és az International Desktop Grid Federation szervezetnek. A Springer által kiadott Journal of Grid Computing tudományos folyóirat alapító főszerkesztője volt 2002 és 2022 között.
Az MTA Cloud infrastruktúra létrehozásának kezdeményezője és műszaki vezetője volt, jelenleg a jogutód ELKH Cloud infrastruktúra műszaki vezetője és az ELKH Adat Repozitórium Platform projekt vezetője. Számos európai kutatási és oktatási projektben vett részt különböző szintű vezetőként. Két Tempus projekt műszaki vezetője és 4 FP7 kutatási projekt koordinátora volt. 2 könyv, 2 egyetemi jegyzet és több mint 350 tudományos cikk szerzője vagy társszerzője.

## Kutatási területei
- Párhuzamos és elosztott rendszerek
- Klaszter-számítástechnika
- Asztali számítóhálózatok
- Grid-tervezési technológia
- Magas szintű programfejlesztő eszközök
- Internet-számítástechnika
- Cloud-rendszerek
- Köztesréteg megoldások
- Rendszerek közötti együttműködés és átjárhatóság
- Grafikus fejlesztő környezetek
- Munkafolyamat alapú IT-megoldások
- Magas szintű felhasználói felületek

## Tudományos eredményei
Kacsuk Péter számára kiemelten fontos az oktatás és a nemzetközi tudástranszfer támogatása: mellékállású professzor az Eötvös Loránd Tudományegyetemen és a Westminsteri Egyetem en. Vendégkutatóként dolgozott már Angliában, Németországban, Ausztriában, Spanyolországban, Japánban és Ausztráliában is. Elnöksége alatt számos sikeres nyári iskola szerveződőtt: ezek közül is kiemelkedő eredmény a 2006-os "Joint EGEE and SEE-GRID Summer School on Grid Application Support" és a 2007-es "CoreGRID Summer School”.
Az Európai Unió számos Grid-konzorciumában részt vett (EDG, GridLab, SEEGRID, EDGeS, CoreGrid, EGEE, ICEAGE, GridCoord, CancerGrid). Ő a koordinátora az EU 7. keretprogramjának részét képező EDGI (European Desktop Grid Federation) / SHIWA Archiválva 2011. november 25-i dátummal a Wayback Machine-ben (SHaring Interoperable Workflows for large-scale scientific simulations on Available DCIs) és SCI-BUS (SCientific Gateways Based User Support) projekteknek is. Publikációi között egyetemi jegyzetek, könyvek, s több mint 200 tudományos cikk szerepel számítógépfürtökről, párhuzamos programozási technológiáról, valamint Grid- és Cloud-rendszerekről.
A Springer által kiadott Journal of Grid Computing című folyóirat társ-főszerkesztője.
Tudományos eredményeit a párhuzamos és elosztott programozás különböző területein érte el. Egyetemi doktori disszertációjában a multi-mikroprocesszoros rendszerek dataflow elven történő programozásának elveit rakta le. Kandidátusi disszertációjában különböző típusú szuperszámítógépek logikai programozási lehetőségeire adott új megoldásokat. Az MTA Doktora címért beadott disszertációjában a fentieken túl szuperszámítógépek és sokprocesszoros számítógépfürtök párhuzamos programozásának grafikus keretrendszerét dolgozta ki (GRADE és P-GRADE párhuzamos programozási környezetek). A Grid rendszerek programozása számára workflow alapuló web technológiát dolgozott ki (WS-PGRADE science gateway). Nagy szerepet játszott a BOINC technológia európai és magyarországi megvalósításában (SZTAKI Desktop Grid) és az európai Grid rendszerhez való illesztésében. A cloud rendszerek területén aktívan részt vett a SZTAKI felhő orkesztrációs rendszerének (Occopus) kidolgozásában, ill. a Westminster Egyetemmel közösen fejlesztett alkalmazás szintű felhő orkesztrációs rendszer (MiCADO) kidolgozásában.

## Díjak, elismerések
- SZTAKI Kálmán Rudolf díja a kiemelkedő tudományos eredményekért, 2021[14]
- A Magyar Érdemrend tisztikeresztje, 2018[6]
- MTA SZTAKI AKE-díja a kiemelkedő tudományos és publikációs eredményekért, 2017
- MTA SZTAKI AKE-díja a kiemelkedő tudományos és publikációs eredményekért, 2009
- MTA SZTAKI Intézeti díja a Párhuzamos és Elosztott Rendszerek kiemelkedő vezetéséért, 2008
- MTA SZTAKI Intézeti díja a kiemelkedő tudományos eredményekért, 2001
- A Neumann János Számítógép-tudományi Társaság (NJSZT) Kalmár László-díja a kiemelkedő tudományos eredményekért, 2000
- MTA SZTAKI Intézeti díja a kiemelkedő tudományos eredményekért, 1999
- MTA SZTAKI AKE-díja a kiemelkedő tudományos és publikációs eredményekért, 1998
- MTA SZTAKI Intézeti díja a kiemelkedő tudományos eredményekért, 1998

## Válogatott publikációk
- P. Kacsuk: Execution Models of Prolog for Parallel Computers, MIT Press and Pitman Publishing, p. 275, 1990.
- D. Sima T. Fountain and P. Kacsuk: Advanced Parallel Computer Architectures, Addison-Wesley, Harlow, p. 750, 1997.
- P. Kacsuk, G. Dózsa, T. Fadgyas and R. Lovas: The GRED Graphical Editor for the GRADE Parallel Program Development Environment, Journal of Future Generation Computer Systems, Vol. 15, No. 3, pp. 443–452, 1999.
- P. Kacsuk: Execution Models for a Massively Parallel Prolog Implementation. Part 2. Computers and Artificial Intelligence, Vol. 18, No.2, pp. 113–138, 1999.
- P.Kacsuk: Systematic Macrostep Debugging of Message Passing Parallel Programs, Journal of Future Generation Computer Systems, Vol. 16, No. 6, pp. 609–624, 2000.
- P. Kacsuk, G. Dózsa, J. Kovács, R. Lovas, N. Podhorszki, Z. Balaton, G. Gombás: P-GRADE: A Grid Programing Environment. In: Journal of Grid Computing, Vol. 1. No. 2, pp. 171–197. 2003.
- P. Kacsuk and G. Sipos: Multi-Grid, Multi-User Workflows in the P-GRADE Portal, Journal of Grid Computing, Vol. 3, No. 3-4, Springer, pp. 221–238, 2005.
- P. Kacsuk, T. Kiss, G. Sipos: Solving the Grid Interoperability Problem by P-GRADE Portal at Workflow Level, Future Generation Computing Systems, Vol. 24, Issue 7, pp. 744.751, 2008.
- A. Kertesz, P. Kacsuk: Grid Interoperability Solutions in Grid Resource Management, IEEE Systems Journals, Special Issue on Grid Resource Management, Vol. 3, Issue: 1, pp. 131–141, 2009.
- P. Kacsuk, J. Kovács, Z. Farkas, A. Marosi, G. Gombás, Z. Balaton: SZTAKI Desktop Grid (SZDG): A Flexible and Scalable Desktop Grid System, Journal of Grid Computing, Special Issue: Volunteer Computing and Desktop Grids, Vol. 7, Issue: 4, pp. 439–461, 2009.
- Z. Farkas and P. Kacsuk: Interoperability of BOINC and EGEE, Future Generation Computing Systems, Volume 26, Issue 8, Pages 1092-1103, October 2010.
- A. Kertesz, P. Kacsuk: GMBS: A new middleware service for making grids interoperable, Future Generation Computer Systems, Volume: 26 Issue: 4 Pages: 542-553, Apr 2010.
- Z. Farkas and P. Kacsuk: P-GRADE Portal: a generic workflow system to support user communities, Future Generation Computer Systems journal, Volume: 27, Issue: 5, 2011, pp. 454–465
- P. Kacsuk: P-GRADE portal family for Grid infrastructures, Concurrency and Computation: Practice and Experience journal, Volume: 23, Issue: 3, 2011, pp. 235–245
- P. Kacsuk, Z. Farkas, M. Kozlovszky, G. Hermann, A. Balasko, K. Karoczkai, I. Marton: WS-PGRADE/gUSE generic DCI gateway framework for a large variety of user communities, Journal of Grid Computing, Volume: 10 Issue: 4, 2012, pp. 601–630
- J. Kovács and P. Kacsuk: Occopus: a Multi-Cloud Orchestrator to Deploy and Manage Complex Scientific Infrastructures, Journal of Grid Computing, Volume: 16 Issue: 1, 2018, pp. 19–37
- T. Kiss, P. Kacsuk, J. Kovacs, B. Rakoczi, A. Hajnal, A. Farkas, G. Gesmier, G. Terstyanszky: MiCADO-Microservice-based Cloud Application-level Dynamic Orchestrator Future Generation Computer Systems, Volume: 94, 2019, pp. 937–946

## Médiamegjelenések
- 2006.08.03.: Kacsuk Péter a Kossuth Rádion(Digitális)
- 2005.11.07.: Kacsuk Péter a Gridekről beszél a Duna TV-n (Heuréka)
- 2000.03.12.: Kacsuk Péter-interjú a Kossuth Rádión (Szonda)